# غارفيلد كينيدي
غارفيلد كينيدي (بالإنجليزية: Garfield Kennedy)‏ هو مخرج بريطاني، ولد في 21 أغسطس 1951 في بلفاست في المملكة المتحدة.

## وصلات خارجية
- غارفيلد كينيدي على موقع IMDb (الإنجليزية)
- غارفيلد كينيدي على موقع قاعدة بيانات الفيلم (الإنجليزية)
- غارفيلد كينيدي على موقع كينوبويسك (الروسية)